# Bahnhof Ottersweier
Der Bahnhof Ottersweier ist ein Bahnhof in der Gemeinde Ottersweier. Er liegt an Streckenkilometer 119,2 der Bahnstrecke Mannheim–Basel und der Neubaustrecke Karlsruhe–Basel zwischen Bühl und Achern. Seit 1989 dient er als Betriebsbahnhof, in dem seit Dezember 2004 regelmäßig Züge der Stadtbahn Karlsruhe wenden.

## Geschichte
Am 1. Juni 1844 eröffneten die Großherzoglich Badischen Staatseisenbahnen den an Ottersweier vorbeiführenden Abschnitt Baden-Oos–Offenburg der von Mannheim über Heidelberg, Bruchsal, Karlsruhe und Rastatt führenden Rheintalbahn. Zunächst war jedoch kein Bahnhof in Ottersweier vorgesehen. Erst am 15. Oktober 1845 wurde der großherzogliche Eisenbahnhaltepunkt errichtet.
Der Bahnhof wurde 1957 zusammen mit der Rheintalbahn elektrifiziert.
Im Zuge der Bahnbaumaßnahmen zur Neu- und Ausbaustrecke Karlsruhe–Basel wurden 1989 die Bahnsteige und das Empfangsgebäude des Bahnhofs abgerissen und der Personenverkehr aufgelassen. Seitdem dient der Bahnhof ausschließlich als Betriebsbahnhof, in dem Überholungen und Wechsel zwischen den Strecken der in diesem Bereich viergleisigen Rheintalbahn  stattfinden.
Als zum Beginn des Fahrplanjahres 2005 am 12. Dezember 2004 die damals in Rastatt endenden Linien S 4 und S 32 (heute: S 7 und S 71) der Stadtbahn Karlsruhe über Baden-Baden und Bühl nach Achern verlängert wurde, stieg die betriebliche Bedeutung des Bahnhofs Ottersweier durch die Wenden der Züge mit dem Fahrtziel Bühl, die aufgrund der nicht vorhandenen Weichen im Bahnhof Bühl als Leerfahrten zwischen Bühl und Ottersweier geführt werden und in Ottersweier Langwenden durchführen.